# Paul Durand-Ruel
Paul Durand-Ruel (París, 31 de octubre de 1831-Ib. 5 de febrero de 1922) fue un comerciante de arte francés asociado con la primera generación de impresionistas, siendo uno de los primeros marchantes de arte moderno que apoyó a sus pintores con retribuciones o bonos y exposiciones individuales.

## Primeros años
Nacido con el nombre de Paul-Marie-Joseph Durand-Ruel en París, su padre fue un comerciante de cuadros. En 1865, el joven Paul se encargó del negocio familiar, en el que representó a artistas como Camille Corot y a otros pertenecientes a la Escuela de Barbizon (escuela de pintura francesa de paisaje). En 1867 trasladó su galería del número 1 de la calle de la Paix en París, al número 16 de la calle Laffitte, con una sucursal en el número 111 de la calle Le Peletier. A finales de 1860 y principios de 1870, Durand-Ruel fue un importante defensor y exitoso comerciante del arte de la Escuela de Barbizon. Sin embargo, Durand-Ruel pronto estableció una relación con un grupo de pintores que se convertirían en el grupo conocido como los Impresionistas.

## Londres
Durante la Guerra franco-prusiana de 1870–1871, Durand-Ruel abandonó París y huyó a Londres, donde conoció a un numeroso grupo de artistas franceses, incluyendo a Charles-François Daubigny, Claude Monet y Camille Pissarro. En diciembre de 1870 abrió al público la primera de las diez Exposiciones Anuales de la Sociedad de Artistas Franceses en su nueva galería de Londres, ubicada en el 168 de la calle New Bond, bajo la administración de Charles Deschamps.

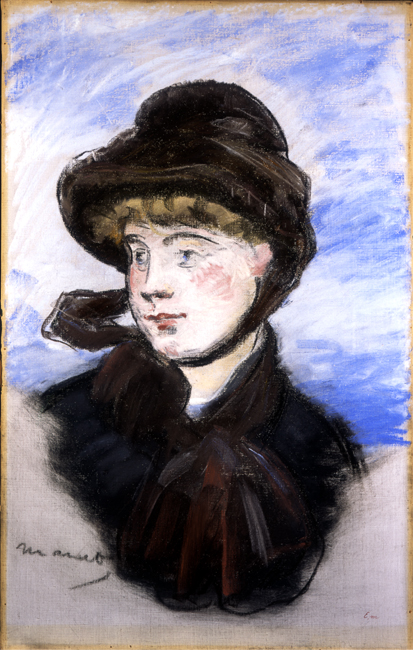
Joven con sombrero marrón (también conocida como Una parisina), 1882, de Édouard Manet. Esta obra formó parte de la colección de Paul Durand-Ruel. Colección Museo Soumaya.Fundación Carlos Slim

## Impresionismo
Reconoció el potencial artístico y de moda del Impresionismo ya desde 1870, y en 1872 sus trabajos estuvieron en la primera gran exposición que tuvo lugar en su galería de Londres. Finalmente Durand-Ruel organizó exposiciones de pintura impresionista y otras piezas (incluyendo al expatriado pintor norteamericano James McNeill Whistler que vivió en Londres), en sus galerías de París y Londres. También llevó su trabajo a Nueva York, donde sus tres hijos, Joseph, Charles, y George se encargaron de la galería. En los primeros días se alternaban artistas establecidos de Nueva York conjuntamente con impresionistas franceses, reforzando la popularidad del arte impresionista en los Estados Unidos.
Durante las tres últimas décadas del siglo XIX Durand-Ruel fue conocido como el mejor comerciante de arte y el más importante defensor del Impresionismo francés en el mundo. Tuvo éxito abriendo el mercado para el Impresionismo tanto en los Estados Unidos como en Europa. Edgar Degas, Édouard Manet, Claude Monet, Berthe Morisot, Camille Pissarro, Pierre-Auguste Renoir y Alfred Sisley estuvieron entre los artistas impresionistas más importantes a cuyo establecimiento contribuyó Durand-Ruel. También representó a muchos artistas menores, como Maxime Dethomas o Hugues Merle entre otros.
Con respecto a los americanos de actitud abierta hacia el Impresionismo, Durand-Ruel una vez dijo: "El público americano no ríe. ¡Compra!" “Sin América”, decía, “ habría estado perdido, arruinado, después de haber comprado tantos Monet y Renoir. Las dos exposiciones que realicé en 1886 me salvaron. El público americano compró moderadamente . . . pero gracias a aquel público, Monet y Renoir se han acreditado y después de eso el público francés hizo lo mismo.”
Mantuvo una intensa rivalidad con otro comerciante de arte, el parisiense Georges Petit (1856–1920).
Durand-Ruel fue tema para una importante exposición temporal titulada "La invención del Impresionismo" organizada por la Galería Nacional de Londres en 2015.